# Alocoderus digitalis
Alocoderus digitalis är en skalbaggsart som beskrevs av Koshantschikov 1894. Alocoderus digitalis ingår i släktet Alocoderus och familjen Aphodiidae. Inga underarter finns listade i Catalogue of Life.